# Flujos ilícitos

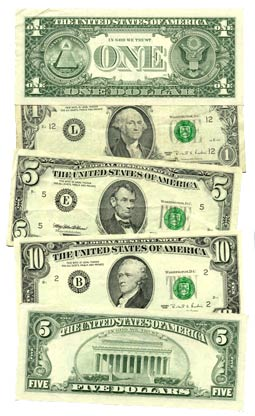
Dólares norteamericanos. Una de las formas en que tienen lugar los flujos ilícitos es mediante el tráfico de grandes cantidades de dinero en efectivo.

Los flujos financieros ilícitos o flujos ilícitos, en economía, son las corrientes de dinero ilegalmente ganado, transferido o utilizado que fluyen entre países. En principio este dinero desaparece de cualquier registro en el país de origen, y las ganancias que produzca fuera generalmente tampoco retornan a dicho país.
Los flujos ilícitos pueden generarse de diversas maneras que no se reflejan en las cuentas nacionales ni en la balanza de pagos, como la falsa facturación en el comercio (manipulación de los precios de transferencia), movimientos de grandes cantidades de dinero en efectivo, transacciones hawala, contrabando, evasión y elusión de impuestos, corrupción, narcotráfico o trata de personas. Según la organización Integridad Financiera Mundial (Global Financial Integrity), que lucha contra estos flujos, entre 2005 y 2014 los flujos  ilícitos crecieron anualmente entre el 8,5 y el 10,1 %. En ese período, el 87 % de dichos flujos se debieron a la facturación fraudulenta del comercio con fines de evasión de impuestos.

## Diferencia entre flujos ilícitos y fuga de capitales
En la página Illicit financial flows la Wikipedia inglesa explicaba que «aunque los flujos ilícitos están estrechamente relacionados con la fuga de capitales, difieren en un detalle importante: la expresión "fuga de capitales" sitúa la práctica totalidad del problema en los países en desarrollo de los que viene el dinero. Sugiere, sin explicitarlo, que abordar y resolver la cuestión es casi enteramente su responsabilidad. La expresión "flujos ilícitos" aclara, con mayor justicia, que este fenómeno es una calle de doble dirección.» Pero no referenciaba esta opinión y no ha sido posible confirmarla.
El estudio de la CEPAL "Flujos financieros ilícitos en América Latina y el Caribe" emplea "flujos ilícitos" y "fuga de capitales" como sinónimos absolutos.
Hay que decir que la entrada legal de capital en un país y la salida legal de capital de ese mismo país son fenómenos completamente normales y beneficiosos dentro del funcionamiento económico. El problema viene cuando, debido al súbito empeoramiento de las expectativas económicas de un país, la salida aumenta bruscamente. Periodísticamente se suele llamar a eso "fuga de capitales", "evasión de capitales" o "evasión de divisas", incluso si se realiza legalmente. Aun así este fenómeno es perjudicial, porque puede ocasionar que el país no pueda pagar sus importaciones o que su prima de riesgo suba a niveles inmanejables.  
A nivel mundial, en estudios de las grandes instituciones promotoras del desarrollo, se suele hablar más de "flujos ilícitos" (o flujos financieros ilícitos) que de "fuga de capitales", porque el dinero siempre va a algún sitio. Por otra parte "fuga de capitales" se refiere habitualmente a un fenómeno que sucede durante un corto espacio de tiempo, en un solo país o un grupo limitado de países, como respuesta a una crisis, y que se puede abordar mediante medidas de estabilización (préstamos de instituciones financieras internacionales, recortes del gasto público, control de importaciones, etc.), mientras que "flujos ilícitos" alude a un fenómeno más silencioso, que se está produciendo todo el tiempo y en un gran número de países a la vez y que erosiona gravemente las posibilidades de desarrollo de los países afectados. Por otro lado, al menos una parte de la fuga de capitales puede ser legal, mientras que todos los flujos ilícitos son, por definición, ilegales, aunque estadísticamente pueda ser difícil diferenciar la parte legal de la ilegal en la salida de capitales de un país.

## Estimación
Hay varios modelos económicos utilizados para estimar los flujos ilícitos, que el citado estudio de la CEPAL explica con detalle. Los dos métodos más comunes son el modelo residual del Banco Mundial y el modelo de manipulación de los precios de las exportaciones basado en las estadísticas comerciales del Fondo Monetario Internacional  (DOTS por sus siglas en inglés) para analizar discrepancias en los valores de exportaciones e importaciones entre parejas de países (si son correctos, coincidirán, pero si uno de los dos los manipula, diferirán). Otra manera de estimar esta manipulación es el modelo basado en IPPS, desarrollado por John Zdanowicz, de la Universidad Internacional de Florida. Este método utiliza transacciones individuales de exportación e importación de los Estados Unidos con el resto del mundo para encontrar incongruencias entre los precios de exportación y los de importación. Los economistas también utilizan el método del dinero caliente (Narrow) y el método Dooley en estas estimaciones.
Un artículo de 2013, autorizado por Raymond W. Baker, director de Integridad Financiera Mundial (GFI por sus siglas en inglés), estimó que los flujos ilícitos «que salen de los países en desarrollo ascienden aproximadamente a 1 billón de dólares norteamericanos ($) por año». Este estudio halló también que China, Rusia y México eran los mayores participantes del mundo en estos flujos. En 2017 los flujos ilícitos superaban los 824 millardos de $ (730 millardos de euros, €).
Las estimaciones de GFI pueden ser conservadoras, porque no consideran las transferencias informales de dinero (como la hawala) ni las grandes transacciones en efectivo, y por tanto no tienen en cuenta negocios inmensos como el tráfico de drogas o el de personas.

### Guatemala
El estudio de 2017 de Integridad Financiera Mundial estima para Guatemala un promedio anual de 2,4 millardos de $ en flujos financieros ilícitos relacionados con actividades comerciales y otros 187 millones de $ calculados por el método del dinero caliente.

### Pakistán
Las estimaciones de los flujos ilícitos que salen de Pakistán los sitúan en 10 millardos de $. Esto con casi un tercio de la población viviendo bajo la línea de pobreza.

### Esuatini
En 2012 (entonces el país se llamaba Suazilandia) Esuatini perdió aproximadamente 556 millones de $ por flujos ilícitos, tras un récord de 1 140 millones en 2007.

## Lucha contra los flujos ilícitos
Integridad Financiera Mundial recomienda en su informe de 2017:
- Que todos los países cumplan con las recomendaciones del Grupo de acción financiera contra el blanqueo de capitales.
- Que sea obligatorio informar sobre el último beneficiario de todas las empresas (para que no puedan crearse sociedades pantalla).
- Intercambio automático de información financiera entre países.
- Que las multinacionales hagan públicos sus ingresos, gastos y beneficios país por país (para que no declaren los beneficios en países de menor tributación).
- Mejorar la formación de los empleados de aduanas para combatir el fraude en los precios de transferencia.